# Saint-Rémy-sur-Creuse
Saint-Rémy-sur-Creuse é uma comuna francesa na região administrativa da Nova Aquitânia, no departamento de Vienne. Estende-se por uma área de 12,94 km². Em 2010 a comuna tinha 398 habitantes (densidade: 30,8 hab./km²).